# Damon Bailey
Damon Bailey (Heltonville, Indiana, 21 de octubre de 1971) es un exjugador de baloncesto estadounidense. Con 1.90 de estatura, su puesto natural en la cancha era el de base. 

## Trayectoria
Bailey descolló como jugador de baloncesto durante su adolescencia, siendo capitán de los Stars, el equipo de la Bedford North Lawrence High School de Bedford, Indiana. El entrenador Bob Knight lo reclutó a sus 14 años para que, una vez que terminara su educación secundaria, se uniera a los Hoosiers, el equipo de baloncesto de la Universidad de Indiana que competía en la División I de la NCAA. Ese hecho quedó documentado en el libro A Season on the Brink del periodista John Feinstein, lo que lo convirtió en una celebridad en su estado y creó enormes expectativas sobre él en los aficionados al baloncesto de todo el país. 
En su temporada como sénior en los Stars, condujo a su equipo a la conquista del título del campeonato estatal de 1990, jugando la final del torneo en el Hoosier Dome de Indianápolis ante 41.000 espectadores. A causa de ello fue nombrado Indiana Mr. Basketball y reconocido como el  Naismith National High School Player of the Year, siendo además invitado a disputar el McDonald's All-American Game.
Durante sus cuatro años en el baloncesto universitario estadounidense, Bailey fue un titular indiscutido en los Hoosiers. Terminó su campaña habiendo registrado 132 presentaciones, en las que promedió 13,2 puntos, 3,5 rebotes y 3,6 asistencias por partido. Fue reconocido como el Novato del Año de la Big Ten Conference al término de la temporada 1990-91, y se consagró dos veces campeón de su conferencia (en 1991 y 1993).
Se presentó al Draft de la NBA de 1994, donde fue seleccionado por los Indiana Pacers en la segunda ronda. Sin embargo, antes de comenzar a competir oficialmente, fue obligado a someterse a una cirugía en ambas rodillas que lo obligó a perderse toda la temporada. Al año siguiente, ya recuperado, participó de la pretemporada de los Pacers, pero el equipo terminó cancelando su contrato antes de que se iniciara la competición oficial. Poco antes había publicado su autobiografía con el título de Damon: Living the Dream, coescrita con el periodista Wendell Trogdon.
En consecuencia Bailey firmaría un contrato con los Fort Wayne Fury, una franquicia de la CBA. Estuvo cuatro temporadas allí, actuando brevemente en la Pro A de Francia en 1997 con el Pau-Orthez y participando de un campo de entrenamiento en 1999 con los Cleveland Cavaliers.
Tras su retiro armó un equipo de exhibición, los Damon's Barnstormers, con los que recorrió diversas ciudades del Medio Oeste de los Estados Unidos y se desempeñó como entrenador del equipo de baloncesto de la Bedford North Lawrence High School, tanto de la versión masculina como de la femenina. Asimismo fue asistente del entrenador Kurt Godlevske entre 2014 y 2017, cuando estuvo al frente del equipo femenino de los Butler Bulldogs.

## Selección nacional
Bailey fue parte de la selección de baloncesto de los Estados Unidos que obtuvo la medalla de plata en los Juegos Panamericanos de 1999.